# Шмиклавж
Шмиклавж (словен. Šmiklavž) — поселення в общині Горній Град, Савинський регіон, Словенія. Висота над рівнем моря: 540 м. 